# Aleksandrów (powiat rawski)
Aleksandrów – wieś w Polsce położona w województwie łódzkim, w powiecie rawskim, w gminie Biała Rawska.
Wieś założona 29 września 1828 przez Aleksandra Leszczyńskiego, właściciela dóbr Biała. Wcześniej była częścią wsi Podsędkowice zwaną Dzieweczka.
W latach 1975–1998 miejscowość należała administracyjnie do województwa skierniewickiego.